# ステレオ太陽族
『ステレオ太陽族』（ステレオたいようぞく）は、サザンオールスターズの4枚目のオリジナル・アルバムであり、本作の9曲目に収録されている楽曲名でもある。1981年7月21日にレコードで発売。発売元はInvitation。
1984年6月21日、1998年4月22日、2008年12月3日にCDで再発売されている。1989年6月25日にはCDとカセットテープで再発売された。また、2014年12月17日からはダウンロード配信、2019年12月20日からはストリーミング配信が開始されている。

## 背景
前作『タイニイ・バブルス』から、約1年4か月ぶりに発売された作品。タイトルは、石原慎太郎原作の映画『太陽の季節』に登場し、1960年前後のサーファーなどの若者を指した太陽族から来ている。
編曲やサポートメンバーとして八木正生が全面サポートしており、今までのサザンのサウンドとは変わったりしている。

## リリース
1984年の再発盤では、パーカッションの野沢秀行の名前が「野沢和之」と誤ってクレジットされてしまっている。1998年の再発盤の初回限定盤は、オリジナルLP復刻ジャケット（紙ジャケット）仕様で、黒柳徹子によるライナーノーツが封入されている。
本作以降バーニングプロダクションがプロデュースから離れる。また、このアルバムはバーニングが権利を持った楽曲が収録された最後のアルバムである。

### 再発売
- 1984年6月21日（CD）VDR-31
- 1989年6月25日（CD）VDR-7004・（CT）VCF-5004
- 1998年4月22日（CD）VICL-60214 音量改善
- 2008年12月3日（CD）VICL-63304 リマスタリング
- 2024年11月27日（ダウンロード・ストリーミング）リマスタリング

## アートワーク
ジャケットの写真は、写真家の半沢克夫がブラジルで現地の女性にお面を付けさせて撮った写真を見た桑田が面白がり、採用されたものである。

## プロモーション
本作に収録されている数曲は、桑田佳祐が音楽担当を務めた映画『モーニング・ムーンは粗雑に』に使用されている。

## 批評
2015年に、桑田は本作のジャケットを見た時に「お面にセーラー服はひどいな」と述べている。
当時サザンのレコーディング・エンジニアを担当していた猪俣彰三は、本作のドラムの録り方にこだわって収録したところ、後日ドラムの松田弘から「『ステレオ太陽族』のドラムの音はあまり好きじゃなかった」と言われ、反省したという。

## 収録曲
- 初回限定盤（再発盤）・通常盤共通収録。既発曲の解説は各収録作品を参照のこと。

| #         | タイトル                   | 作詞      | 作曲      | 編曲                                      | 時間  |
| --------- | -------------------------- | --------- | --------- | ----------------------------------------- | ----- |
| 1.        | 「Hello My Love」          | 桑田佳祐  | 桑田佳祐  | サザンオールスターズ 八木正生（弦管編曲） | 3:58  |
| 2.        | 「My Foreplay Music」      | 桑田佳祐  | 桑田佳祐  | サザンオールスターズ                      | 3:57  |
| 3.        | 「素顔で踊らせて」         | 桑田佳祐  | 桑田佳祐  | サザンオールスターズ                      | 4:23  |
| 4.        | 「夜風のオン・ザ・ビーチ」 | 桑田佳祐  | 桑田佳祐  | サザンオールスターズ                      | 4:17  |
| 5.        | 「恋の女のストーリー」     | 桑田佳祐  | 桑田佳祐  | サザンオールスターズ                      | 3:56  |
| 6.        | 「我らパープー仲間」       | 桑田佳祐  | 桑田佳祐  | 八木正生                                  | 4:16  |
| 合計時間: | 合計時間:                  | 合計時間: | 合計時間: | 合計時間:                                 | 24:47 |

| #         | タイトル                                 | 作詞      | 作曲      | 編曲                                      | 時間  |
| --------- | ---------------------------------------- | --------- | --------- | ----------------------------------------- | ----- |
| 1.        | 「ラッパとおじさん (Dear M.Y's Boogie)」 | 桑田佳祐  | 桑田佳祐  | サザンオールスターズ 八木正生（弦管編曲） | 4:30  |
| 2.        | 「Let's Take a Chance」                  | 桑田佳祐  | 桑田佳祐  | サザンオールスターズ 八木正生（弦管編曲） | 4:18  |
| 3.        | 「ステレオ太陽族」                       | 桑田佳祐  | 桑田佳祐  | サザンオールスターズ                      | 1:29  |
| 4.        | 「ムクが泣く」                           | 関口和之  | 関口和之  | サザンオールスターズ                      | 2:42  |
| 5.        | 「朝方ムーンライト」                     | 桑田佳祐  | 桑田佳祐  | サザンオールスターズ                      | 3:39  |
| 6.        | 「Big Star Blues (ビッグスターの悲劇)」  | 桑田佳祐  | 桑田佳祐  | サザンオールスターズ                      | 3:13  |
| 7.        | 「栞のテーマ」                           | 桑田佳祐  | 桑田佳祐  | サザンオールスターズ                      | 4:33  |
| 合計時間: | 合計時間:                                | 合計時間: | 合計時間: | 合計時間:                                 | 24:24 |

1. Hello My Love
2. My Foreplay Music
13枚目シングルのカップリング曲としてシングルカットされた。
3. 素顔で踊らせて
桑田出演のユニ・チャーム「アンネナプキン」CMソング。
歌詞に「2月26日にはささやかな二人の絆」というフレーズが出てくるが、2月26日は桑田の誕生日である。
PVは製作されていないが、2003年のDVD『Inside Outside U・M・I』にイメージビデオが収録された。
4. 夜風のオン・ザ・ビーチ
スティーリー・ダンやイーグルスといったウェストコーストのバンドのテイストが取り入れられている[10]。
5. 恋の女のストーリー
映画『モーニング・ムーンは粗雑に』挿入歌。
スローテンポな楽曲である。
高樹澪が劇中で歌い歌手としてのデビューシングルとなった。
6. 我らパープー仲間
タイトルにある「パープー」は広島県の方言で「馬鹿」「阿呆」「間抜け」といった意味であり、本楽曲では「リスペクトと愛と才能に溢れた、気のおけない音楽仲間たち」という意味として使われている[11]。
お笑いコンビ・ヤーレンズの旧コンビ名の「パープーズ」はこの曲のタイトルに由来している。ヤーレンズの二人は共にサザンファンであり、現コンビ名の「ヤーレンズ」も13thアルバム『さくら』収録曲である「YARLEN SHUFFLE 〜子羊達へのレクイエム〜」の「ヤーレン」の部分に由来している[12]。
7. ラッパとおじさん (Dear M.Y's Boogie)
全英語詞曲。歌詞中のセリフは日本語になっているが、こちらは歌詞カードに記載されていない。
タイトルのモチーフであり、歌詞に登場するMr.Yagiは本曲でも編曲に携わっている八木正生のことを指す[5]。また、クインシー・ジョーンズの名前も登場している。
8. Let's Take a Chance
映画『モーニング・ムーンは粗雑に』挿入歌。
9. ステレオ太陽族
映画『男はつらいよ 寅次郎サラダ記念日』挿入歌。
10. ムクが泣く
（作詞・作曲:関口和之／編曲:サザンオールスターズ）
タイトルにある「ムク」は、ベース・関口の愛称で、本曲で初めて作詞・作曲・ボーカルを担当している[5]。
11. 朝方ムーンライト
シングル「Big Star Blues (ビッグスターの悲劇)」のカップリング曲。
12. Big Star Blues (ビッグスターの悲劇)
12枚目シングル。
13. 栞のテーマ
13枚目シングルとして本作からシングルカットされた。

## 参加ミュージシャン
- 桑田佳祐 - ボーカル(#1～9,11～13)、ギター(#1～13)
- 大森隆志 - リードギター、コーラス(#1～13)
- 原由子 - キーボード、コーラス(#1～13)
- 関口和之 - ベース、コーラス(#1～13)、ボーカル(#10)
- 松田弘 - ドラムス、コーラス(#1～13)
- 野沢秀行 - パーカッション、コーラス(#1～13)

- 兼崎順一 - フリューゲルホルン
- 妹尾隆一郎 - ハーモニカ
- EVE - コーラス
- Linda - コーラス
- 多グループ - ストリングス
- Jakeグループ - ホーン

## ライブ映像作品
| 曲名                                 | 作品名                                                                                                  | 備考                                                          |
| ------------------------------------ | --- | ------------------------------------------------------------- |
| Hello My Love                        | 真夏の大感謝祭 LIVE                                                                                     |                                                               |
| My Foreplay Music                    | →「 栞のテーマ § ライブ映像作品 」を参照                                                                |                                                               |
| 素顔で踊らせて                       | 武道館コンサート                                                                                        | 1982年1月26日に日本武道館で開催されたコンサートの模様を収録。 |
| 素顔で踊らせて                       | SUMMER LIVE 2003「流石だスペシャルボックス」胸いっぱいの “LIVE in 沖縄” & 愛と情熱の “真夏ツアー完全版” |                                                               |
| 夜風のオン・ザ・ビーチ               | SUMMER LIVE 2003「流石だスペシャルボックス」胸いっぱいの “LIVE in 沖縄” & 愛と情熱の “真夏ツアー完全版” |                                                               |
| 恋の女のストーリー                   | 武道館コンサート                                                                                        | 1982年1月26日に日本武道館で開催されたコンサートの模様を収録。 |
| 恋の女のストーリー                   | Southern All Stars THE BEST                                                                             | 『武道館コンサート』と同様の映像になっている。                |
| 我らパープー仲間                     | 未収録                                                                                                  |                                                               |
| ラッパとおじさん (Dear M.Y's Boogie) | 武道館コンサート                                                                                        | 1982年1月26日に日本武道館で開催されたコンサートの模様を収録。 |
| ステレオ太陽族                       | 未収録                                                                                                  |                                                               |
| ムクが泣く                           | 未収録                                                                                                  |                                                               |
| 朝方ムーンライト                     | →「 Big Star Blues (ビッグスターの悲劇) § ライブ映像作品 」を参照                                       |                                                               |
| Big Star Blues (ビッグスターの悲劇)  | →「 Big Star Blues (ビッグスターの悲劇) § ライブ映像作品 」を参照                                       |                                                               |
| 栞のテーマ                           | →「 栞のテーマ § ライブ映像作品 」を参照                                                                |                                                               |